# Zapadni ok jezici
Zapadni ok jezici, jedna od pet podskupina ok jezika, šire skupine ok-awyu, transnovogvinejska porodica. Govore se na pordručju Irian Jaye, Indonezija. Svega nešto preko 500 govornika
Obuhvaća tri jezika: burumakok [aip], 40 (1994 Kroneman); kopkaka ili kopka [opk], 400 (2002 SIL); i kwer [kwr], 100 (1998 M. Donohue)

## Vanjske poveznice
- Ethnologue (14th)
- Ethnologue (15th)